# ليام بيكر
ليام بيكر (بالإنجليزية: Liam Baker)‏ هو لاعب كرة قدم أسترالية أسترالي، ولد في 27 يناير 1998.

## وصلات خارجية
- ليام بيكر على موقع AustralianFootball.com (الإنجليزية)
- ليام بيكر على موقع AFLtables.com (الإنجليزية)